# لیگ برتر فوتسال زنان ایران ۱۳۹۷
لیگ برتر فوتسال زنان ۱۳۹۷ چهاردهمین دوره از بالاترین سطح لیگ فوتسال زنان در ایران است که در سال ۱۳۹۷ برگزار شد. این مسابقات در ابتدا به صورت یک لیگ رفت و برگشتی انجام شد که طی ۲۲ هفته تیم‌ها با هم رقابت کردند. این مرحله در ۲۱ دی ماه ۱۳۹۷ به پایان رسید و چهار تیم برتر لیگ به مرحله پلی‌آف رسیدند. در مرحله پلی‌آف که از ۱۲ بهمن ماه تا سوم اسفند برگزار شد. تیم نامی‌نو اصفهان در فینال این مسابقات با پیروزی برابر مس رفسنجان قهرمان این مسابقات شد. تیم‌های ملی حفاری اهواز و مس کرمان نیز به مقام‌های سومی و چهارمی رسیدند.
فاطمه ارژنگی از تیم مس کرمان با ۳۳ گل زده به مقام خانم گلی مسابقات رسید و سارا شیربیگی از نامی‌نو اصفهان با ۳۲ گل و سحر پاپی از ملی حفاری اهواز با ۲۷ گل دیگر گلزنان برتر لیگ بودند.

## نتایج لیگ
در پایان ۲۲ هفته تیم‌های ملی حفاری اهواز، نامی‌نو اصفهان، مس کرمان و مس رفسنجان با قرار گرفتن در رده‌های اول تا چهارم به مرحله پلی‌آف رسیدند.
| رتبه | تیم                | امتیاز |
| ---- | ------------------ | ------ |
| ۱    | ملی حفاری اهواز    | ۵۳     |
| ۲    | نامی‌نو اصفهان      | ۵۱     |
| ۳    | مس کرمان           | ۴۱     |
| ۴    | مس رفسنجان         | ۳۷     |
| ۵    | پالایش نفت آبادان  | ۳۶     |
| ۶    | پویندگان فجر شیراز | ۲۹     |
| ۷    | شهرداری رشت        | ۲۵     |
| ۸    | پارس آرای شیراز    | ۱۹     |
| ۹    | دریژنو فرخ شهر     | ۱۲     |
| ۱۰   | هیئت خراسان رضوی   | ۹      |
| ۱۱   | استقلال ساری       | ۴      |

## مرحله پلی‌آف و رده‌بندی پایانی
در مرحله پلی‌آف تیم‌های مس رفسنجان و ملی حفاری اهواز در مقابل هم و تیم‌های دختران کویر کرمان و نامی نو اصفهان به مصاف هم رفتند و در پایان تیم‌های نامی‌نو اصفهان و مس رفسنجان به فینال مسابقات رسیدند. در فینال که در اصفهان برگزار شد، تیم نامی‌نو اصفهان با پیروزی ۴ بر صفر برابر مس رفسنجان قهرمان این مسابقات شد. در دیگر دیدار نیز تیم ملی حفاری اهواز با دو گلی که سحر پاپی به ثمر رساند، ۲ بر صفر مس کرمان را شکست داد و به مقام‌های سومی رسید.